# Franco Bonisolli
Ne doit pas être confondu avec Franco Bonisoli.
Cet article possède un paronyme, voir Bonisoli.
Franco Bonisolli est né à Rovereto le 25 mai 1938 et mort à Vienne le 30 octobre 2003. C'est un ténor italien lyrique dont la voix a progressivement évolué vers des rôles plus lourds. Il a été qualifié de « ténor volcanique », du fait d'une intense présence sur scène et de quelques colères légendaires.

## Biographie
Franco Bonisolli étudie le chant avec Alfredo Lattaro. Après avoir gagné un concours de chant, il débute à Spolète en 1962, en Ruggiero de La Rondine. Il est aussitôt invité sur toutes les scènes d'Italie, dans le répertoire belcantiste de Rossini en particulier. Il fait ses débuts à la Scala de Milan en Cleomene dans L’Assedio di Corinto de Rossini sous la baguette de Thomas Schippers en 1968. C'est l'Opéra de Dallas qui voit sa première apparition aux États-Unis, en 1965, dans La Traviata, de Verdi, au côté de Montserrat Caballé, puis il se produit à l'Opéra de San Francisco en 1969 et au Metropolitan Opera en 1971 en Almaviva dans Il Barbiere di Siviglia de Rossini. Il est également Alfredo dans le film la Traviata de Mario Lanfranchi aux côtés de la Violetta d'Anna Moffo sorti en 1967. Toujours brillant dans Rossini, participe à d'importantes reprises, notamment La donna del lago, aux côtés de Montserrat Caballé, et Le siège de Corinthe, aux côtés de Beverly Sills.
Mais, alors que « sa voix la voix a pour caractéristiques un beau timbre corsé, un volume et une projection impressionnants et une vocalisation jusqu’alors inouïe pour un ténor», Franco Bonisolli va s'orienter peu à peu vers le grand répertoire lyrique classique, puis vers les rôles de plus en plus spinto du répertoire verdien et du répertoire vériste sans réussir la carrière de ses contemporains Domingo, Pavarotti et Carreras. Dans un premier temps ce sera surtout les rôles assez légers de Nemorino (L’Elisir d’amore de Donizetti), Fernando (La favorite de Donizetti), Edgardo (Lucia di Lammermoor de Donizetti), Il Duca di Mantova (Rigoletto de Verdi), Faust de Gounod, Des Grieux (Manon de Massenet), Les Contes d’Hoffmann d’Offenbach. 
Par la suite, il se lance dans des rôles beaucoup plus lourds encore comme celui d'Arrigo (I Vespri siciliani de Verdi) qui marque ses débuts en 1974 à l’Opéra de Paris aux côtés de Cristina Deutekom, Alvaro (La Forza del destino de Verdi), Manrico (Il Trovatore de Verdi), Radamès (Aïda de Verdi), Cavaradossi (Tosca de Puccini), Calaf (Turandot de Puccini) et l’Otello de Verdi. Il aborde enfin le répertoire vériste notamment Andréa Chénier de Giordano , Turridu (Cavalleria Rusticana de Mascagni) et Canio (I Pagliacci de Leoncavallo). Il chante également à la même époque un Arnold très remarqué, dans Guillaume Tell, lors d'un retour triomphal à Rossini. Ses performances ont été enregistrées en 1974 à Hambourg puis en 1979 à Genève.
Il crée également des œuvres contemporaines La lampada di Alidino de Nino Rota, et Luisilla de Franco Mannino. 
Doté de moyens vocaux exceptionnels avec un registre aigu éclatant, Franco Boniselli est souvent considéré comme ayant gâché ses moyens par une ambition hors de sa portée et une indiscipline célèbre qui le conduisit par exemple à quitter une répétition dirigée par Herbert von Karajan lors d'Il Trovatore à Vienne. Il s'est également fâché avec Riccardo Muti qui voulait lui faire respecter la partition dans Rigoletto alors que le ténor avait la particularité de rajouter de nombreux suraigus pour faire de l'effet.